# 佩拉尔韦切
佩拉尔韦切，是西班牙卡斯蒂利亚-拉曼恰瓜达拉哈拉省的一个市镇。总面积81平方公里，总人口111人（2001年），人口密度1人/平方公里。